# Friedrich Wilhelm von Redern
Pour les autres membres de la famille, voir Famille von Redern.
Friedrich Wilhelm von Redern (né le 9 décembre 1802 à Berlin - mort le 5 novembre 1883 à Berlin) est un homme politique et un compositeur prussien. C'est une figure de clef dans la vie culturelle et politique berlinoise des années 1830-1840. 

## Biographie
Von Redern est le fils aidé du comte Wilhelm Jakob Moritz von Redern, chambellan et maréchal auprès du prince Henri de Prusse, et de sa deuxième femme Wilhelmine von Otterstedt (1772-1842). Après des études de droit, il entre au service de l'État prussien en 1823. Après deux ans de service, le Kronprinz Frédéric-Guillaume IV le promeut chambellan royal auprès de son épouse Élisabeth de Bavière. Von Redern est l'un des plus grands propriétaires terriens de Prusse. Il investit très tôt sa fortune dans ses terres et possède à sa mort plus de 100 000 arpents de terre. En 1826, il acquiert la seigneurie de Lanke près de Berlin composée de 14 bourgades, d'une immense forêt, de 17 lacs et d'un château entouré d'un parc, propriété du baron Wülknitz. En 1834, von Redern épouse Dorothea Sophia Bertha Jenisch (1811–1875), l'une des deux filles du commerçant et du sénateur de Hambourg Martin Johann Jenisch. Le couple restera sans enfant.

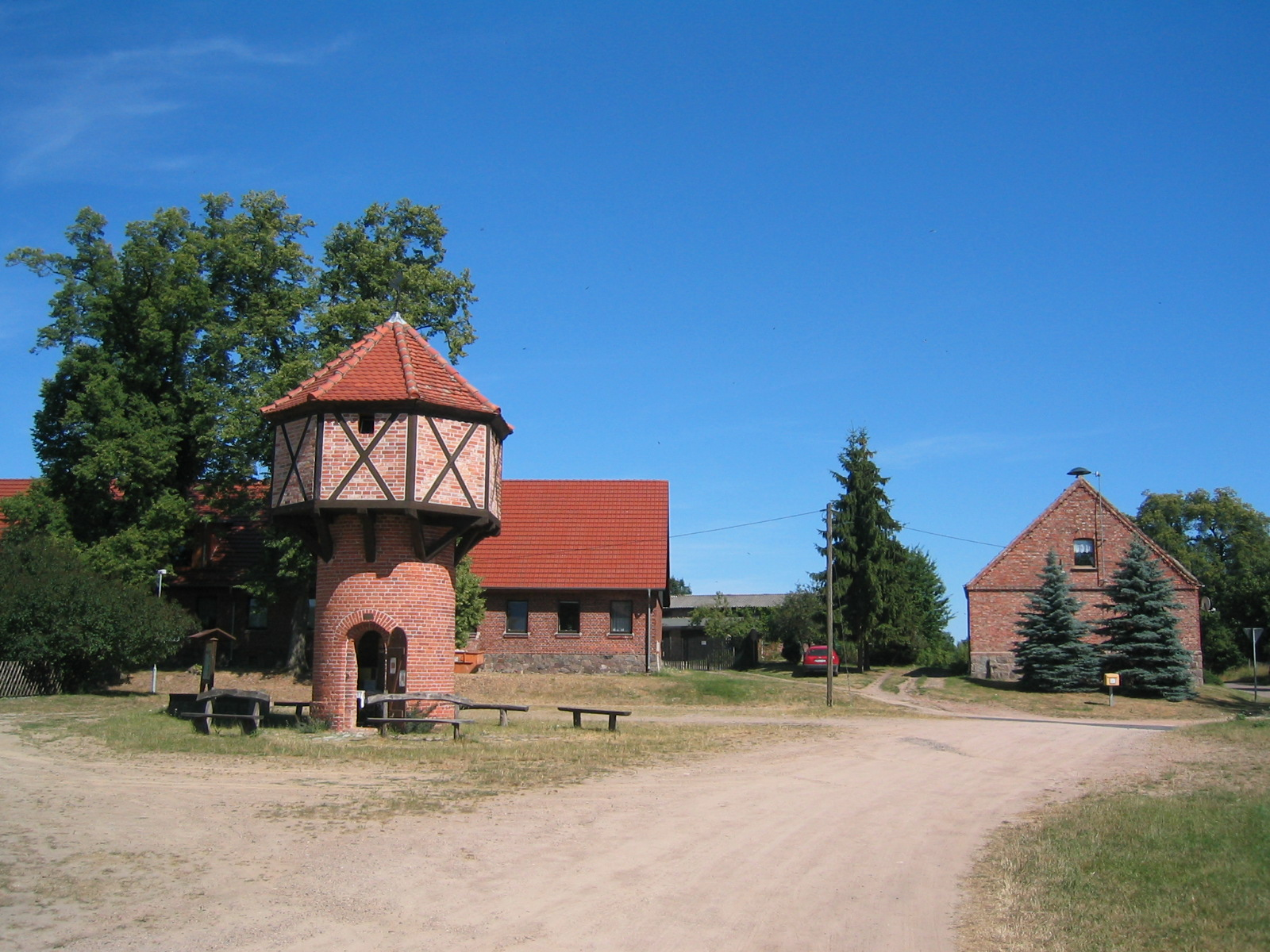
Taubenturm in Glambeck

Friedrich Wilhelm von Redern s'exerce également en tant que compositeur. Il n'obtient que très peu de reconnaissance de la part du public. L'ouverture de son unique opéra Christine, Königin von Schweden est mise en scène pour la première fois à Berlin en 1820. Redern rejoint le bataillon de tirailleurs de la Garde (de) en tant que volontaire pour un an en 1823 et est renvoyé dans la réserve en 1824. De par ses dispositions artistiques et ses dons musicaux, il est nommé provisoirement en 1828 au poste d'intendant général des spectacles royaux à la place de Carl von Brühl, avant de le remplacer définitivement en 1832. Jusqu'en 1842, il est responsable du Konzerthaus de Berlin sur la place du Gendarmenmarkt et du Staatsoper Unter den Linden. Toutes ces activités lui permettent d'aménager de 1830 à 1833 son palais (de) sur la Pariser Platz par l'architecte Karl Friedrich Schinkel. Le palais devient l'un des lieux les plus importants de la vie sociale berlinoise. Von Redern y expose en particulier sa collection d'art.  Le palais sera détruit en 1906 pour permettre la construction de l'Hôtel Adlon. Le comte Redern est à cette époque l'ami de Felix Mendelssohn et de Giacomo Meyerbeer, et proche de Goethe, Schlegel et des frères Alexander et Wilhelm von Humboldt. À partir de 1842, il dirige pour le roi Frédéric-Guillaume IV la musique de la cour et administre l'ensemble des chœurs militaires ainsi que ceux de la cathédrale. 
Frédéric-Guillaume IV le nomme en 1847 à la curie des seigneurs au parlement provincial de Brandebourg. Il y gagne une influence politique. Après son mandat d'intendant, von Redern retourne dans le cercle fermé de la cour. Dans le cadre de la Révolution de Mars 1848, il rédige quelques mémoires politique qui le font passer pour un légitimiste de strict observance. Par la suite, il obtient un siège héréditaire à la Chambre des seigneurs de Prusse. En 1862, il achète le domaine Glambeck à Barnim, depuis 2003 quartier de Friedrichswalde, puis fait agrandir le parc du château, construite un pigeonnier que l'on peut encore voir aujourd'hui. Jusqu'à sa mort en 1883, il est grand-chambellan à la cour de Guillaume Ier. C'était un habitué du salon berlinois de la princesse Radziwill, née Castellane.

## Mémoires
En 1880, il charge l'écrivain Georg Horn de rédiger ses mémoires après que Theodor Fontane a refusé ce projet. Ces mémoires restent non publiées jusqu'en 2003 à cause des détails que l'on peut y lire sur la cour qui les considère comme indignes.